# 蔣麟書
蔣麟書（1738年—1786年），字震遠，號香涇、又号恕堂，江蘇蘇州府元和縣人，清朝政治人物、文人。

## 生平
蔣麟書來自蘇州婁關蔣氏家族，為蔣埴玄孫。曾祖蔣應鑨為蔣埴次子，太學生；祖父蔣起溟；父蔣與疇為吳縣庠生。母為沈肇乾女。
蔣麟書為元和庠生，乾隆三十年（1765年）乙酉科江南鄉試舉人，三十一年（1766年）丙戌科二甲第三十一名進士，四十一年（1776年）選山西馬邑縣知縣，授文林郎。蔣麟書與朱筠、程晉芳、張塤、顧宗泰等有詩文唱和。著有《聽雨軒詩鈔》、《浮雲簃詞》、《恕堂文稿》等，《全清詞•雍乾卷》錄其詞《菩薩蠻》、《好事近》兩首。

## 家庭
夫人為元和庠生顧起源女；側室錢氏。有四子：蔣坦、蔣均（出嗣叔父蔣麟徵）、蔣墉、蔣堂。